# V4030 Sagittarii
V4030 Sagittarii eller HD 168625 är en ensam stjärna i den norra delen av stjärnbilden Skytten. Den har en minsta skenbar magnitud av 8,41 och kräver en kraftig handkikare eller ett mindre teleskop för att kunna observeras. Baserat på parallax enligt Gaia Data Release 2 på 0,621 mas beräknas den befinna sig på ett avstånd på ca 5 300 ljusår (ca 1 600 parsek) från solen. Stjärnan rör sig närmare solen med en heliocentrisk radialhastighet av -4 km/s. Stjärnan bildar ett par med HD 168607, också den en blå hyperjätte och lysande blå variabel, som kan ses sydöst om M17, Omeganebulosan.

## Observation

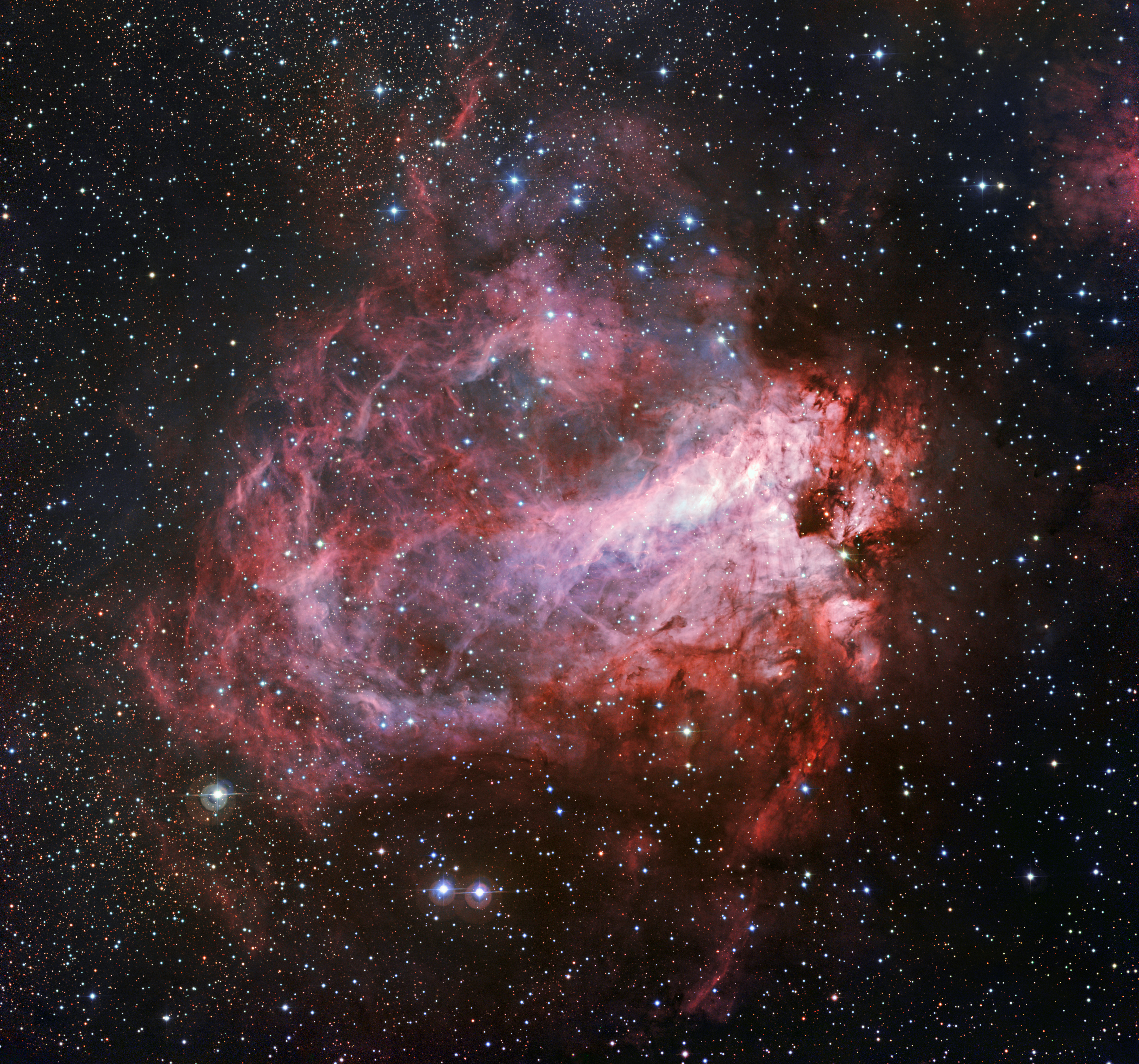
HD 168625 är den vänstra stjärnan i paret under Omeganebulosan. Den andra är hyperjätten HD 168607.

Avståndet mellan HD 168625 och dess koppling till Omega-nebulosan och HD 168607 är osäkert. Medan vissa författare tror att båda stjärnorna är fysiskt förbundna och tillhör stjärnföreningen Serpens OB1, på ett avstånd till solen på 2,2 kiloparsec (7 200 ly), eller för båda enligt Gaia Data Release 2 cirka 1,6 kiloparsecs ( 5 200 ly), uppskattar en studie från 2002 att denna stjärna är längbelägen re bort, på cirka 2,8 kiloparsec (9 100 ljusår) och inte relaterad till de två andra objekten.

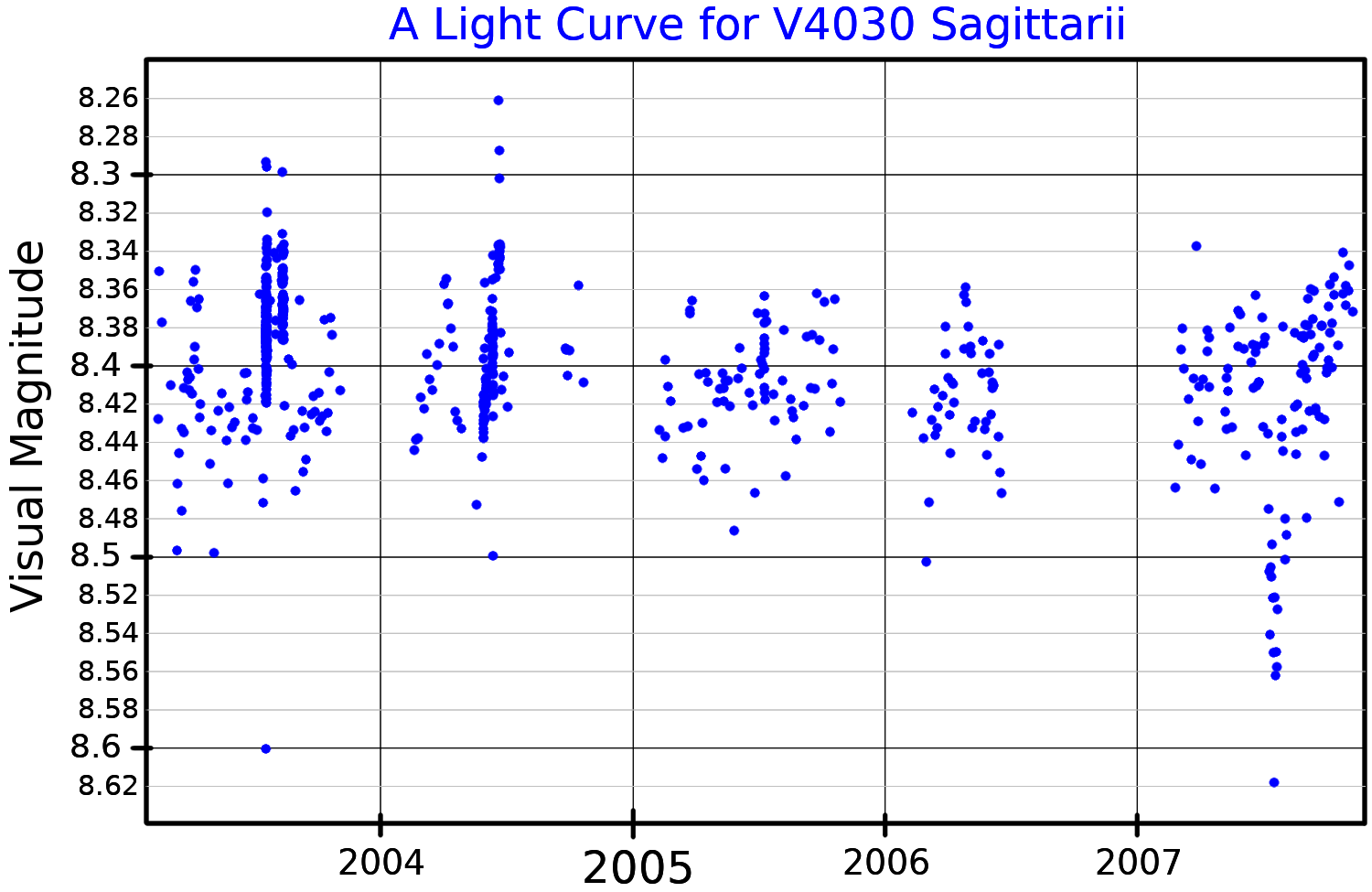
Ljuskurva i synliga bandet för V4030 Sagittarii plottade från ASAS-data.

## Egenskaper
V4030 Sagittarii är en vit till blå hyperjättestjärna av spektralklass av B6 Ia+. Den har en radie motsvarande ca 105 solradier och utsänder energi från dess fotosfär av ca 380 000 gånger solen vid en effektiv temperatur av ca 14 000 K.
Om man antar ett avstånd på 2,2 kiloparsek, skulle stjärnan vara 220 000 gånger ljusare än solen och ha en yttemperatur på 12 000 K. På det avståndet kan den beräknas att förlora massa genom en hård stjärnvind med ungefär 1,46×10−6 solmassa per år men detta ska dämpas något eftersom arbete som genomfördes 2012 vid VLT visar på ett binärt stjärnsystem med en följeslagare cirka 4,5 magnituder svagare än primärstjärnan.

### Nebulosa
Det mest anmärkningsvärda kännetecknet för HD 168625 är närvaron av en nebulosa som omger den och som upptäcktes 1994. Studier med bland annat rymdteleskopet Hubble och VLT visar att HD 168625 är omgiven av två nebulosor, en inre med en elliptisk form och en mycket komplex struktur som inkluderar bågar och filament, och en mycket större yttre upptäckt med hjälp av Spitzer Space Telescope. Denna har en bipolär form och som ser ut som en klon av den som omger Sanduleak -69° 202, stamfadern till supernova 1987A i det stora magellanska molnet. Detta tyder på att Sanduleak −69° 202 också är en lysande blå variabel samt möjligheten att HD 168625 skulle explodera som en typ II supernova inom en snar framtid.